# Geneviève Cluny
Geneviève Cluny, pseudonimo di Thérèse Ginette Camille Jounay (Bressuire, 18 aprile 1928), è un'attrice francese.
Verso la metà degli anni '50 lavorò come modella di pubblicità, il suo sorriso diventò noto in Francia per uno spot prodotto dell'agenzia Publicis per il dentifricio Colgate. Il primo successo arrivò nel 1960 con il ruolo di protagonista femminile nel film I giochi dell'amore, diretto da Philippe de Broca.
Negli anni '60 fece diversi film di produzione tedesca e nel 1968 ebbe una parte nel film di produzione americana Il castello di carte, diretto da John Guillermin.
Pur avendo avuto una carriera di discreto successo, negli anni '70 era ormai quasi dimenticata. Tornò a recitare nel 1973 per la serie televisiva Ton amour et ma jeunesse, prodotta da suo marito, Alain Dhénaut.

## Filmografia
- L'Honneur est sauf, regia di Édouard Molinaro (1954)
- Mon curé chez les pauvres, regia di Henri Diamant-Berger (1955)
- L'Ami de la famille, regia di Jacques Pinoteau (1957)
- Donnez-moi ma chance, regia di Léonide Moguy (1957)
- Le Tombeur, regia di René Delacroix (1958)
- I cugini (Les Cousins), regia di Claude Chabrol (1959)
- Appuntamento con il delitto (Un temoin dans la ville), regia di Édouard Molinaro (1959)
- Arrêtez le massacre, regia di André Hunebelle (1959)
- I giochi dell'amore (Les Jeux de l'amour), regia di Philippe de Broca (1960)
- Don Giovanni '62 (Le Farceur), regia di Philippe de Broca (1960)
- Es muß nicht immer Kaviar sein, regia di Géza von Radványi (1961)
- Diesmal muß es Kaviar sein, regia di Géza von Radványi (1961)
- Les cinq dernières minutes (serie TV, 1958-1992)
- Les Filles de La Rochelle, regia di Bernard Deflandre (1962)
- Die lustige Witwe, regia di Werner Jacobs (1962)
- I fortunati (Les Veinards), regia di Philippe de Broca e Jean Giraud (1963)
- Wochentags immer, regia di Michael Burk (1963)
- Ferien vom Ich, regia di Hans Grimm (1963)
- Wenn man baden geht auf Teneriffa, regia di Helmut M. Backhouse (1964)
- Madame Juneau a crié, regia di Jacques Durand (1965)
- La trappola scatta a Beirut (Agent 505 - Todesfalle Beirut), regia di Manfred R. Köhler (1966)
- Il castello di carte (House of Cards), regia di John Guillermin (1968)
- Ton amour et ma jeunesse (serie televisiva), regia di Alain Dhénaut (1973)